# Терновка (село, Севастополь)
Терно́вка (до 1945 года Ста́рые Шули́; укр. Тернівка, крымскотат. Eski Şüli, Эски Шули) — село в Балаклавском районе города федерального значения Севастополя, центр Терновского муниципального округа (согласно административно-территориальному делению Украины — Терновского сельсовета Севастопольского горсовета).

## Население
| 2001 | 2011  | 2014  | 2021  |
| ---- | ----- | ----- | ----- |
| 1986 | ↗2110 | ↘1843 | ↗3793 |

Численность населения по данным переписи населения по состоянию на 14 октября 2014 года составила 1843 человека.
Динамика численности населения
| - 1805 год — 163 чел. - 1864 год — 321 чел. - 1886 год — 423 чел. - 1889 год — 563 чел. - 1892 год — 590 чел. - 1897 год — 734 чел. - 1902 год — 590 чел. - 1915 год — 887/26 чел. - 1922 год — 1260 чел. - 1926 год — 1142 чел. | - 1939 год — 499 чел. - 1944 год — 637 чел. - 1953 год — 464 чел. - 1954 год — 583 чел. - 1989 год — 1621 чел. - 2001 год — 1986 чел. - 2009 год — 1921 чел. - 2011 год — 2110 чел. - 2014 год — 1843 чел. |

## Современное состояние
Площадь, занимаемая селом, 103,4 гектара, в селе действуют средняя школа № 59, детский сад № 61, «Терновский центр культуры и досуга», имеется отделение связи. В Терновке находится мемориал на братском кладбище советских воинов.

## География
Терновка расположена на северо-востоке территории горсовета, у границы с Бахчисарайским районом, в долине реки Айтодорки, правого притока Чёрной, в горах Внутренней гряды, ограниченная горами Эль-Бурун и Шулдан с севера и Зыбук-Тепе — с юга, высота центра села над уровнем моря 185 м. Возле села находится урочище Пятая балка, которая представляет собой относительно широкую долину между двумя горными плато. Через село проходит региональная автодорога 67К-5 Танковое — Оборонное (по украинской классификации — Т-0105).

## История

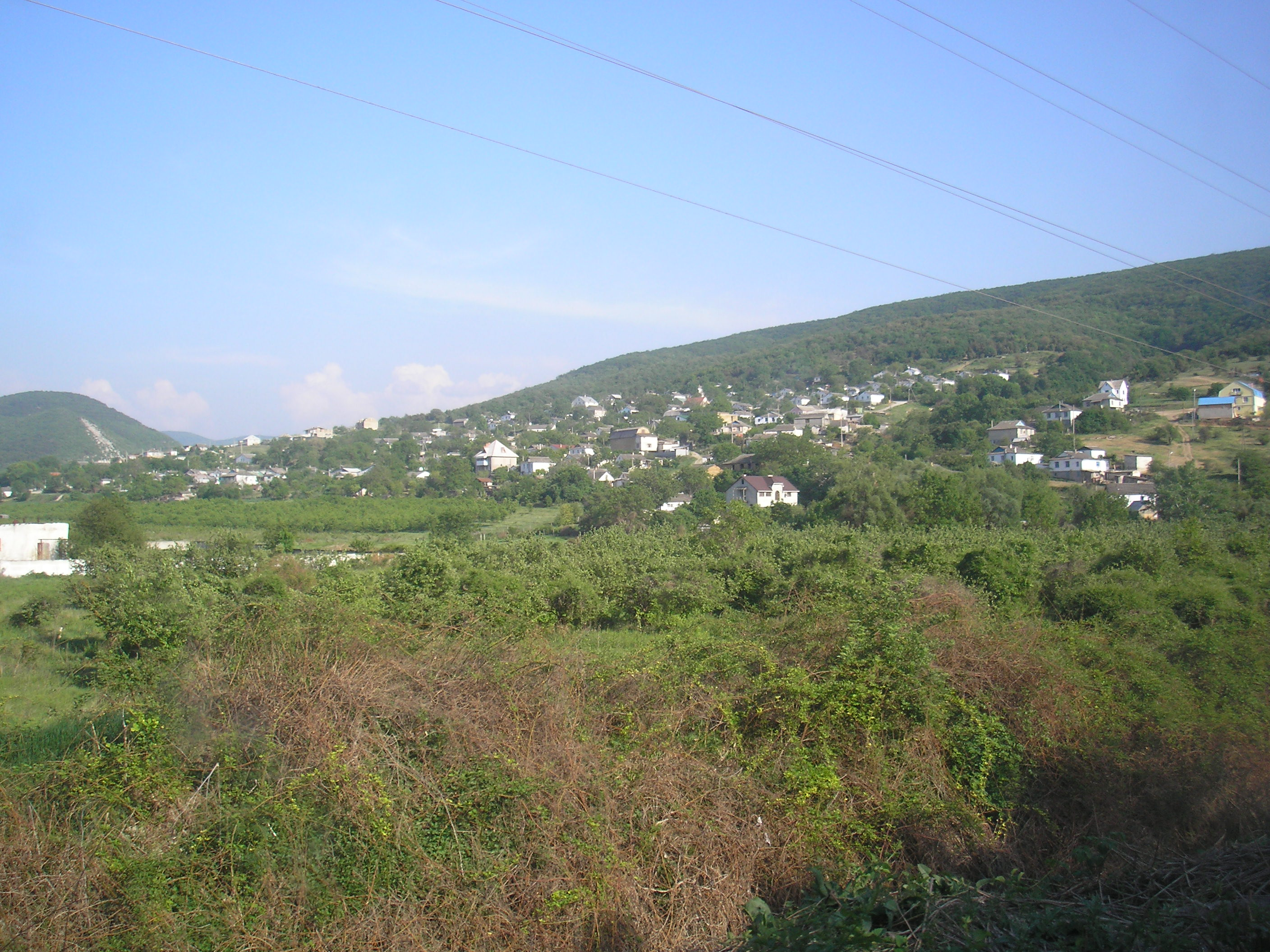

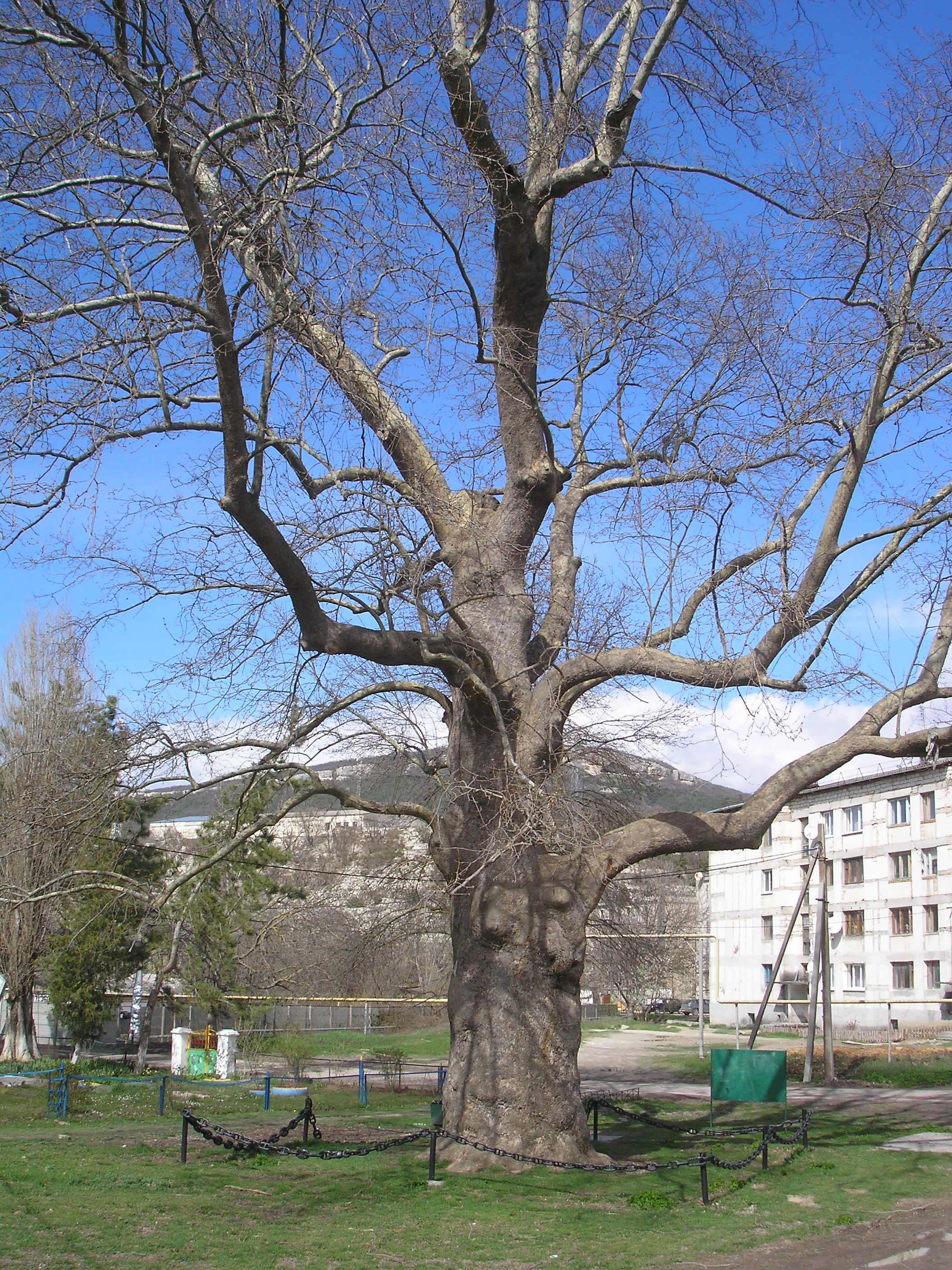
Платан Палласа

Время возникновения Шули неизвестно — по выводам историка Е. В. Веймарна, скифо-сарматское поселение на месте Терновки существовало уже в VI веке и впоследствии входило в состав княжества Феодоро. В XIII веке на скале, напротив деревни, возникает православный монастырь Шулдан, но пока достоверно известно о постоянном поселении, начиная с XV века. После захвата княжества османами в 1475 году Шули включили в Мангупский кадылык санджака Кефе (до 1558 года, в 1558—1774 годах — эялета) империи, приписав вначале к Мангупу. По материалам первой переписи 1520 года Сюли населяло 20 «немусульманских» семей, из которых 3 — потерявшие мужчину-кормильца — полностью христианское селение. К 1542 году Сюли переподчинили Балыклагу, но проживало в нём всего 4 семьи мусульман. Упоминаются Шули в фирмане султана Мехмеда IV от 1672 года, которым, по представлению хана Селим Гирея, была пожалована некоему Субхан-Газы-аге часть доходов с деревни в размере 12274 акче. В «Османском реестре земельных владений Южного Крыма 1680-х годов» на 1686 год (1097 год хиджры) селение записано как Махалле Шулу и Фелавез (часть Уппу), в котором вместе с Махалле Алпу и собственно Уппу упомянуто 133 землевладельца, все мусульмане, владевших 2220,5 дёнюмами земли. После обретения ханством независимости по Кючук-Кайнарджийскому мирному договору 1774 года «повелительным актом» Шагин-Гирея 1775 года селение было включено в Крымское ханство в состав Бакчисарайского каймаканства Мангупскаго кадылыка, что зафиксировано и Камеральном Описании Крыма… 1784 года.
После присоединения Крыма к России (8) 19 апреля 1783 года, (8) 19 февраля 1784 года именным указом Екатерины II сенату на территории бывшего Крымского Ханства была образована Таврическая область и деревня была приписана к Симферопольскому уезду. После Павловских реформ, с 1796 по 1802 год, входила в Акмечетский уезд Новороссийской губернии. По новому административному делению, после создания 8 (20) октября 1802 года Таврической губернии, Шули был включён в состав Чоргунской волости Симферопольского уезда. По легенде, академик Пьер Симон Паллас, находясь в Шули, посадил саженец платана. Дерево-патриарх сохранилось, в настоящее время памятник природы. Оно изображено на гербе населённого пункта.

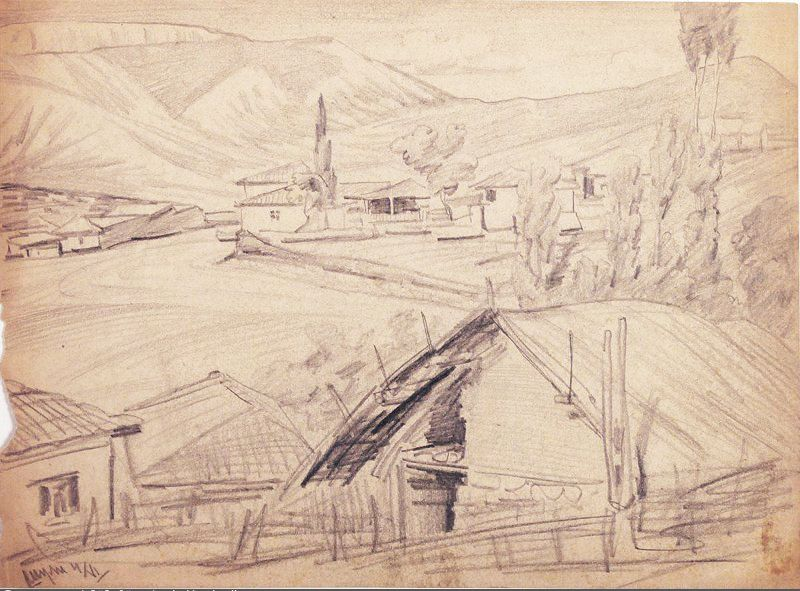
Штейнберг Э. А. «Деревня Шули», 1925 год. Бумага, карандаш, 25,5х35,2 см.
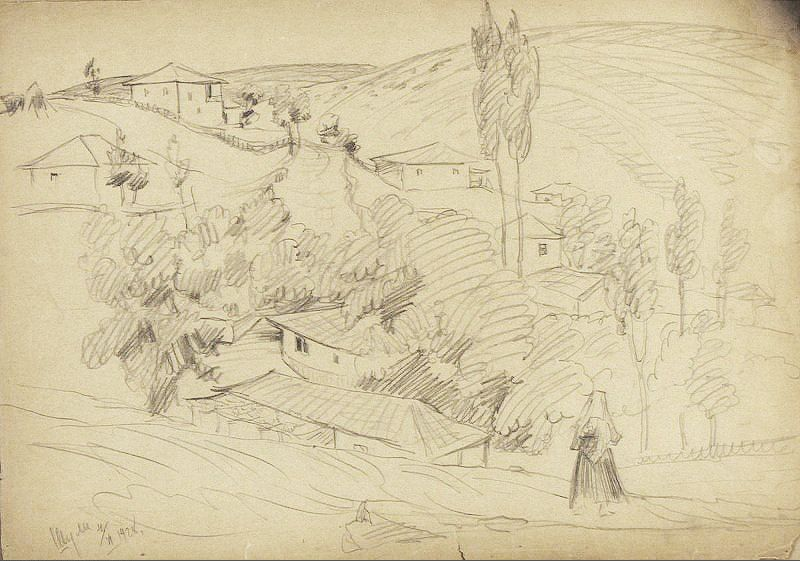
Штейнберг Э. А., «Деревня Шули», 1928 год. Бумага, акварель, 35,5х46 см
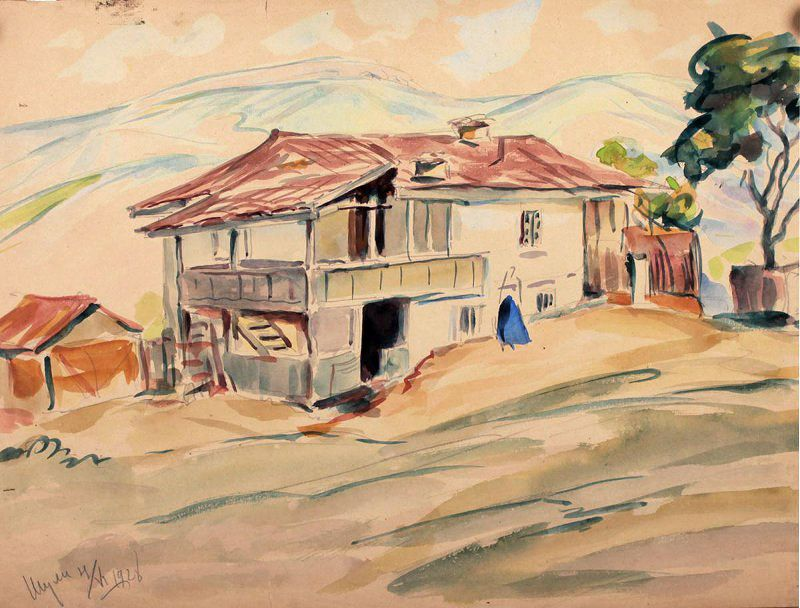
Штейнберг Э. А. «Деревня Шули», 1928 год. Бумага, акварель, 35,5х46 см.

По ведомости о всех селениях в Симферопольском уезде состоящих с показанием, в которой волости сколько числом дворов и душ… от 9 октября 1805 года, в деревне Шули числилось 38 дворов и 163 жителя, исключительно крымских татар. На военно-топографической карте генерал-майора Мухина 1817 года деревня Шулю обозначена с 45 дворами. После реформы волостного деления 1829 года Шуле, согласно: 

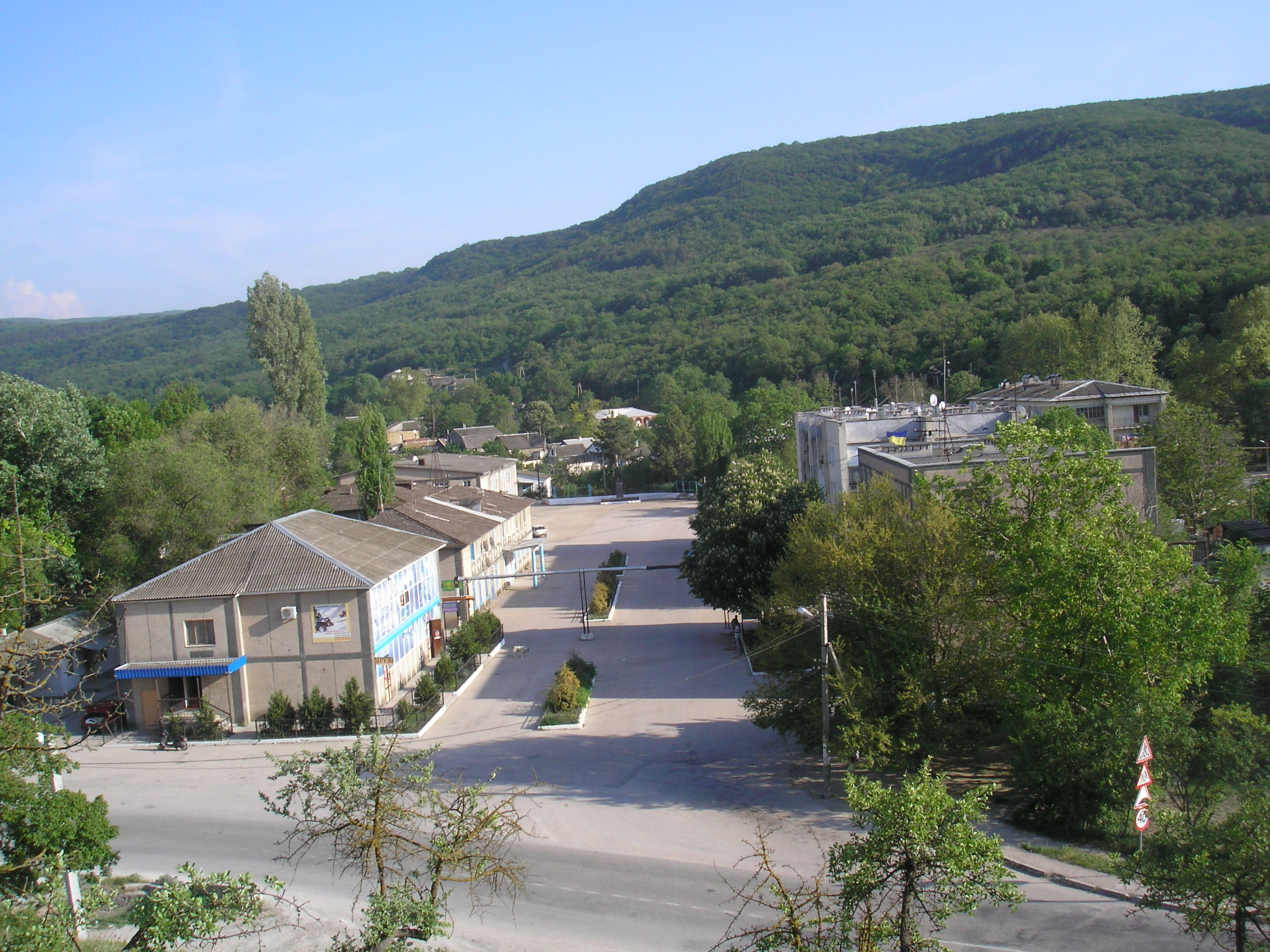

«Ведомости о казённых волостях Таврической губернии 1829 года», отнесли к Байдарской волости, а после образования в 1838 году Ялтинского уезда деревня осталась в составе Симферопольского, но к какой их волостей её приписали, пока установить не удалось. На карте 1842 года Шулю обозначен с 60 дворами.
В 1860-х годах, после земской реформы Александра II, деревню приписали к Каралезской волости. Согласно «Списку населённых мест Таврической губернии по сведениям 1864 года», составленному по результатам VIII ревизии 1864 года, Шули — владельческая татарская деревня и владельческие дачи, с 66 дворами, 321 жителем и 2 мечетями при ручье Айтодоре. По обследованиям профессора А. Н. Козловского начала 1860-х годов, селение обеспечивалось водой из речки и многочисленных родников. На трёхверстовой карте Шуберта 1865—1876 года в деревне обозначено 60 дворов. На 1886 год в деревне, согласно справочнику «Волости и важнѣйшія селенія Европейской Россіи», проживало 423 человека в 79 домохозяйствах, действовали 2 мечети. В «Памятной книге Таврической губернии 1889 года», по результатам Х ревизии 1887 года, в деревне числилось 117 дворов и 563 жителя. На верстовой карте 1889—1890 года в деревне Шули обозначено 107 дворов с крымскотатарским населением.
После земской реформы 1890-х годов деревня осталась в составе преобразованной Каралезской волости. Согласно «…Памятной книжке Таврической губернии на 1892 год», в деревне Шули, входившей в Шульское сельское общество, числилось 590 жителей в 103 домохозяйствах. 85 домохозяев владели 299 десятинами земли, остальные были безземельные. Перепись 1897 года зафиксировала в деревне 734 жителя, из которых 729 крымских татар. По «…Памятной книжке Таврической губернии на 1902 год» в деревне Шули, входившей в Шульское сельское общество, числилось 590 жителей в 98 домохозяйствах. В 1909 году в деревне, в приходе Кечит-Маале, было начато строительство нового здания мектеба, а в 1912 году мектеб также строился в приходе Юхары-Маале. По Статистическому справочнику Таврической губернии. Ч.II-я. Статистический очерк, выпуск шестой Симферопольский уезд, 1915 год, в деревне Шули Каралезской волости Симферопольского уезда числилось 114 дворов со смешанным населением в количестве 887 человек приписных жителей и 26 — «посторонних». В общем владении было 324 десятин удобной земли, все дворы с землёй. В хозяйствах имелось 208 лошадей, 50 волов, 85 коров, 55 телят и жеребят и 320 голов мелкого скота и приписанные к ней 6 хуторов и 3 частных сада.
После установления в 1920 году Советской власти в Крыму была упразднена волостная система и 15 декабря 1920 года был выделен Севастопольский уезд. 23 января 1921 года (по другим данным 21 января) был создан Балаклавский район и Шули с населением 1270 человек вошли в новый район. После образования 18 октября 1921 года Крымской АССР уезды были преобразованы в округа (по другим данным в 1922 году) и в составе Севастопольского округа выделили Чоргунский район, в который вошли Шули, как центр сельсовета (с населением 1260 человек). 16 октября 1923 года решением Севастопольского окружкома Чоргунский район был ликвидирован, создан Севастопольский район и село включили в его состав. Согласно Списку населённых пунктов Крымской АССР по Всесоюзной переписи 17 декабря 1926 года, в селе Шули, центре Шульского сельсовета (в коем состоянии село пребывает всю дальнейшую историю) Севастопольского района, числилось 248 дворов, из них 241 крестьянский, население составляло 1142 человека, из них 1093 татарина, 39 русских, 1 грек, 7 записаны в графе «прочие», действовала татарская школа I ступени (пятилетка). 15 сентября 1930 года, постановлением Крымского ЦИК, было проведено новое районирование и вновь создан Балаклавский район, теперь как татарский национальный, куда включили и Шули. Вариант названия Старые Шули впервые встречается в справочнике 1941 года.
Летом 1942 года окрестности села стали местом массовых казней, произведённых зондеркомандой 11a в составе айнзацгруппы D. Севастопольских евреев вывозили группами и расстреливали — около 1500 человек на 4-м километре Балаклавского шоссе у противотанкового рва, остальных — в деревнях Старые Шули и Новые Шули Балаклавского района, в деревне Балта-Чокрак под Бахчисараем и у населенного пункта «8-я остановка». Некоторая часть была уничтожена в «душегубках».

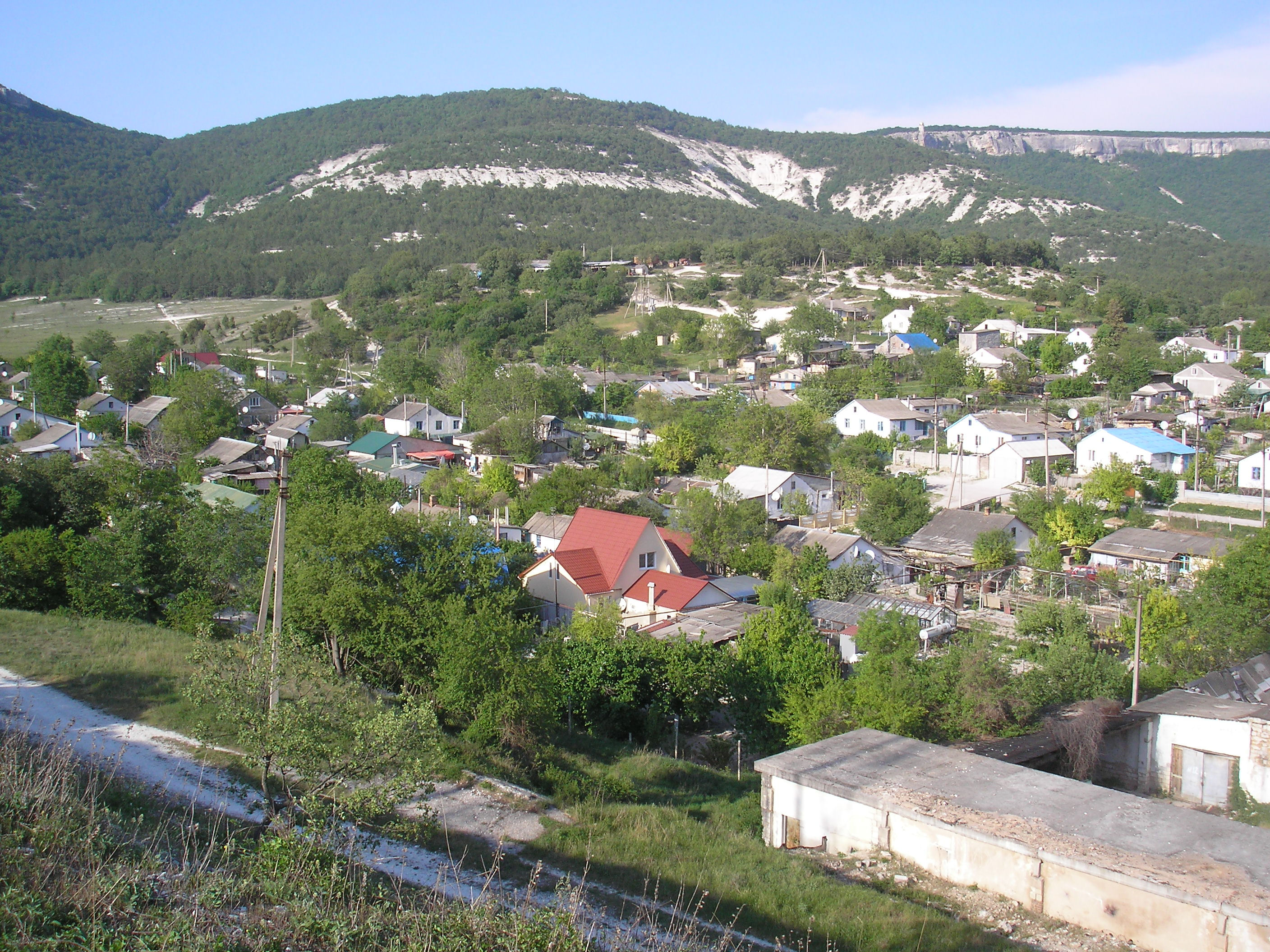

В 1944 году, после освобождения Крыма от фашистов, согласно Постановлению ГКО № 5859 от 11 мая 1944 года, 18 мая крымские татары были депортированы в Среднюю Азию. На май того года в селе учтено 637 жителей (143 семьи), из них 599 татар, 35 русских и 3 украинцев. 12 августа 1944 года было принято постановление № ГОКО-6372с «О переселении колхозников в районы Крыма», по которому в район из Воронежской области РСФСР планировалось переселить 6000 колхозников и в сентябре 1944 года в район уже прибыли 8470 человек (с 1950 года в район стали приезжать колхозники из Сумской области УССР). Указом Президиума Верховного Совета РСФСР от 21 августа 1945 года Старые Шулы были переименованы в Терновку и Старо-Шульский сельсовет — в Терновский. С 25 июня 1946 года Терновка в составе Крымской области РСФСР. По состоянию на 1 января 1953 года в селе было 118 хозяйств колхозников (439 человек) и 5 хозяйств рабочих и служащих (25 человек). В 1954 году в Терновке числилось 583 жителя. 26 апреля 1954 года Севастополь, в составе Крымской области, был передан из состава РСФСР в состав УССР. Постановлением Совета министров УССР от 20 апреля 1957 года Терновка была передана в состав Куйбышевского района Крымской области.
Указом Президиума Верховного Совета УССР «Об укрупнении сельских районов Крымской области» от 30 декабря 1962 года Куйбышевский район упразднили и село передали в Бахчисарайский район. Постановлением Верховного Совета Украины от 11 октября 1991 года № 1651 село вместе со всем Терновским сельским советом было передано из Бахчисарайского района Крымской АССР в подчинение Балаклавскому районному совету города Севастополя. С 18 марта 2014 года — де-факто в составе города федерального значения Севастополя России, в рамках муниципального устройства которого село с 3 июня 2014 года входит в состав Терновского муниципального округа в соответствии с Законом города Севастополя от 3 июня 2014 года № 17-ЗС «Об установлении границ и статусе муниципальных образований в городе Севастополе».